# Chionaema transfasciata
Chionaema transfasciata är en fjärilsart som beskrevs av Rothschild 1912. Chionaema transfasciata ingår i släktet Chionaema och familjen björnspinnare. Inga underarter finns listade i Catalogue of Life.